# Grand Theft Auto IV
Grand Theft Auto IV — комп'ютерна відеогра в стилі action-adventure, створена студією-розробником відеоігор Rockstar North та видана компанією Rockstar Games. Це одинадцята частина гри серії відеоігор Grand Theft Auto. Реліз гри відбувся 29 квітня 2008 року для консолей PlayStation 3 та Xbox 360, та 2 грудня 2008 року для Windows. Події гри відбуваються у вигаданому місті Ліберті-Сіті, прототипом для створення якого послужило справжнє місто Нью-Йорк.  Сюжет обертається довкола емігранта з Європи, ветерана війни Ніко Белліка, який намагаючись втекти від свого минулого життя на запрошення свого двоюрідного брата Романа приїздить до Ліберті-Сіті. Та виявляється - не все так райдужно у місті "можливостей". Під тиском з боку лихварів та мафіозних босів головний герой знову поринає у світ від якого він так старанно намагався втікти.
Grand Theft Auto IV після її анонсу стала широко очікуваним проєктом і після випуску побила рекорди продажів в галузі відеоігор та здобула статус найшвидше продаваного продукту в історії, заробивши перший день продажів 310 мільйонів доларів. Загалом гра отримала позитивні відгуки критиків. Особливо вони відзначили сюжет гри та дизайн відкритого світу. Однак гра також породила суперечки пов'язані з критикою, спрямованою на зображення насильства та здатності гравців керувати транспортом під впливом алкоголю.
Вважається однією із найвизначніших ігор сьомого покоління та багатьма критиками вважається однією з найкращих відеоігор усіх часів. Отримала нагороди в номінації «Гра року» від кількох ігрових видань, а також зайняла призові місця в інших категоріях. Продалася тиражем 25 мільйонів примірників по всьому світу станом на 2013 рік і залишається однією з найбільш продаваних ігор для PlayStation 3. 
Пізніше було випущено два доповнення до основної гри GTA IV: GTA: The Lost and Damned і GTA: The Ballad of Gay Tony, які містять нові історії пов'язані з основною сюжетною лінією Grand Theft Auto IV, і розповідають про нових ігрових героїв.  Її наступник - Grand Theft Auto V  вийшла у вересні 2013 року.

## Розробка
Розробка гри розпочалася незабаром після виходу Grand Theft Auto: San Andreas і була розподілена між багатьма студіями Rockstar по усьому світу. Гра перейшла на більш реалістичний та детальний стиль оформлення. Під час створення дизайну ігрового світу розробники багато часу проводили досліджуючи реальні локації Нью-Йорку, прагнучи якомога ближче передати стиль і атмосферу цього міста. Так у грі можна помітити низку об'єктів, які мають відсилку до реально існуючих об'єктів в Нью-Йорку, такі як: мости, пам'ятники та інші архітектурні об'єкти. Також команда розробників намагалася оригінально підійти і до історії сюжету для досягнення максимального кінематографічного ефекту. Були використані напрацювання з попередніх частин гри, а також було додано чимало оригінальних нововведень. Фізика гри стала більш реалістичною, а можливості головного героя взаємодіяти з ігровим світом розширилися. 

## Ігровий процес

### Основи
Ігри серії Grand Theft Auto відрізняються широкою свободою дій для ігрового персонажу, такі як наприклад: вільне пересування по великих територіях, можливість викрасти будь-який транспорт, відвідування головним героєм розважальних закладів та взаємодія з будь-яким неігровим персонажем. Дизайн відкритого світу дозволяє гравцеві вільно переміщатись по Ліберті-Сіті, який складається з чотирьох основних районів: Брокер (аналог Брукліна), Бохан (аналог Бронкса), Дюкс (аналог Квінза) та Алгонкуін (аналог Мангеттена). Гра відбувається від третьої особи, а її світом можна подорожувати пішки або за допомогою транспорту. У грі також присутній багатокористувацький режим мультиплеєра, що дозволяє брати участь у грі до 32-х користувачів одночасно.
Як і в попередніх іграх серії, гравець буде виконувати переважно кримінальні завдання, які він буде отримувати від різних персонажів з якими знайомиться протягом ігрового процесу. Успішне виконання місій відкриває можливість проходження подальших місій та надає героєві доступ до нових районів міста, доступ до нових видів зброї та інших оригінальних дій.
Крім основних 88 сюжетних місій у грі, за традицією, присутні додаткові другорядні завдання, кількість яких значно зменшилась порівняно з попередніми іграми серії, однак, їх виконання лишилося необхідним для 100% статусу проходження гри: місії поліцейського, унікальні стрибки, місії крадіжки автомобілів, автомобільні гонки, місії найманого вбивці, пошук захованих предметів (в цьому випадку — голубів) та ряд інших місій.

### Бойова система

В GTA IV реалізована можливість використовувати укриття та вести вогонь наосліп

Механіка перестрілок та рукопашних боїв була створена наново для GTA IV. По-перше, з'явилася система укриттів, подібна до Gears of War. Ігровий персонаж отримав можливість ховатися за найближчою можливою перешкодою та вести вогонь звідти. За допомогою автоматичного прицілювання, можна попередньо зафіксувати приціл на ворогові і висунувшись - прицільно вистрілити. Нарівні з цим допускається ведення «сліпого вогню». Влучання в різні частини тіла дають різний ефект: гравець може поранити ворога в руку, вибивши при цьому зброю, вистрілити в ногу, що призведе до падіння супротивника, або може знищити ціль з першим попаданням в голову. Прицілювання в рамках тіла інтегровано в автоматичне прицілювання, достатньо незначно відхилити аналоговий важіль геймпада. Будь-яке, навіть слабке влучання впливає майже на будь-який об'єкт, що додало грі реалістичності. Варто також відзначити, що загальна кількість зброї скоротилася, порівняно з останніми іграми серії на минулому поколінні ігрових приставок — тепер у розпорядженні головного героя є лише 15 видів зброї.
Єдиноборства на кулаках та зброя ближнього бою були ускладнені. Присутні два види удару руками, один вид удару ногою та блок. При швидкому натисканні клавіші блоку під час удару супротивника головний герой ухиляється і якщо при цьому вдарити супротивника, то відбудеться контратака. З'явилася можливість вибивати зброю з рук супротивника. На кожний вид взаємодії існує кілька анімацій.

### Радар і GPS
Аби полегшити орієнтацію в місті, Rockstar Games розширили можливості радара в грі. Через ігрове меню на карті можна вказати довільну точку місця призначення. Як тільки Ніко сяде на будь-який наземний керований транспорт, GPS автоматично прокладе шлях до точки по основним автотрасам, враховуючи такий параметр, як напрям руху, що відповідає можливостям реального GPS-навігатора. У престижних моделях автомобілів GPS-навігація супроводжується голосовими вказівками, які рекомендують слідувати вказаним маршрутом і попереджають про повороти.

### Розшук поліцією
Крім системи навігації, оновлений радар змінив систему рівнів розшуку поліцією. Тепер поліцейські не прибувають в місце знаходження протагоніста гри. У GTA IV при збільшенні рівня розшуку на радарі з'являється круг, що окреслює певну територію щодо місця вчинення злочину або місця, в якому гравець був останній раз помічений поліцією. Чим вищий рівень розшуку, тим більший радіус кола розшуку. Поліцейські автомобілі та гелікоптери також фіксуються радаром. Щоб втекти від переслідування, необхідно вийти за рамки кола і протриматися там деякий час. Якщо гравцю вдається покинути зону розшуку, то «зірки розшуку» почнуть миготіти, і якщо гравця не помітять інші поліцейські — то вони зовсім погаснуть. Якщо ж гравця помітять, то центр області розшуку автоматично зміщується на місце, де знаходиться протагоніст гри.
Також на відміну від попередніх частин гри, навіть на першому рівні розшуку число поліцейських не обмежене одним, тому всі працівники охорони правопорядку, що помічають головного героя, будуть намагатися його заарештувати. Поліцейські більше не б'ють протагоніста кийком або кулаками, а просто заарештують його. Навіть якщо Ніко Белліка почнуть заарештовувати, існує вибір: підкоритися і дати себе заарештувати або вирватися, підвищивши тим самим свій рівень розшуку на одну «зірку». Починаючи з третього рівня розшуку до переслідування за гравцем підключається вертоліт і поліцейські позашляховики «Patriot», поліцейські також споруджують барикади зі своїх машин на дорогах. На четвертому рівні розшуку до спроб зупинити гравця приєднується спеціальний підрозділ NOOSE (англ. National Office Of Security Enforcement, аналог SWAT). Починаючи з п'ятого рівня розшуку до гонитви приєднуються агенти FIB (аналог Федеральне бюро розслідувань) та другий поліцейський вертоліт. На останньому шостому рівні розшуку, на відміну від попередніх частин гри, в GTA IV відсутні військові сили і танки, а переслідуванням гравця займаються дуже численні співробітники поліції.
У зв'язку з можливістю увійти в стан алкогольного сп'яніння цікавим є той факт, що поліція розпочинає переслідування, якщо бачить нетверезого персонажа за кермом. При цьому, якщо автомобіль не рухається, то охоронці правопорядку не проявляють інтересу.

### Взаємовідносини
У грі присутня система взаємовідносин. Для спілкування з іншими персонажами і отримання завдань від них використовується мобільний телефон та персональний комп'ютер. Протягом гри і після завершення певних сюжетних місій на телефон Ніко можуть надходити дзвінки від друзів, які пропонують з'їздити в бар або зіграти в міні-гру — боулінг, більярд або дартс. Якщо герой погоджується на зустріч, не запізнюється на неї і успішно доставляє товариша до дому, то їхні взаємини поліпшуються, що при досягненні певного рівня довіри дає деякі переваги. В іншому випадку — Ніко може посваритися з друзями. Тоді вони можуть гнівно надзвонювати протагоністу та навпаки, ігнорувати пропозиції піти відпочити. Деякі друзі також пропонують деякі способи заробити, і в разі вдалого виконання завдання, це також позитивно впливає на взаємини між персонажами гри. Також при досягненні певного рівня у взаєминах з друзями відкриваються додаткові можливості, наприклад можливість брати їх на місію або закуповувати зброю, спорядження та транспорт.

### Штучний інтелект
Штучний інтелект в GTA IV у порівнянні з Grand Theft Auto: San Andreas помітно «порозумнішав». Тепер неігрові персонажі вміють забиратися на сходи, як і Ніко, залізати на різні височини, вміють плавати та бігати з тією ж швидкістю, що і Ніко, долати різні перешкоди та багато іншого. Також тепер, якщо героя вдарять поруч з поліцейським, то він негайно відреагує на це, затримавши злочинця, який вдарив Ніко, після цього агресор та поліцейський сядуть в найближчу патрульну машину та поїдуть у невідомому напрямку (в попередніх частинах гри головного героя могли скільки завгодно бити у присутності поліції, і вона анітрохи не виявляла цікавісті до агресорів).

### Інші нововведення
Піддалася змінам система збереження автотранспорту головного героя в ігровому світі. На заміну гаражів зберігання автомобілів прийшли спеціально відведені місця для паркування, що знаходяться біля точок збереження.

## Персонажі
Том Пірені (англ. Tom Pireni) — поліцейський комісар із зв'язків з громадськістю в Ліберті-Сіті. Зазвичай він захищає непопулярні заходи, пов'язані з жорстокістю поліції і стверджує, що ці дії поліція робить взагалі не жорстоко.
Віллі Валеріо (англ. Willy Valerio) — лідер банди торговців наркотиками «Northwood Dominican Drug Dealers». Віллі 29 років і родом він з Південного Бохану. Він має кілька судимостей, в 1998 році за крадіжку автомобілів, за зберігання кокаїну в 2001 році, і в останнє за розбої у 2005 році. Валеріо намагається збільшити кількість наркотичних банд щоб розширити горизонти збування наркотиків, але має серйозні проблеми через конкуренцію на місцевому рівні, а саме з «The North Holland Hustlers» та особисто з «Кларенс Літтлом» — лідером банди «East Holland Drug Gang».
Віллі був близьким соратником Луїса Переса до поки Луїса не заарештували, однак після виходу з в'язниці Луїс вирішив піти далі своєю дорогою і розірвав усі зв'язки з Валеріо і «Northwood Dominican Drug Dealers». Цікаво відзначити, що Енріке Бардас називає його Віллі Валеро (це видно в субтитрах під час гри, і по тому, як Енріке Бардас говорить), що створює плутанину, як насправді його ім'я пишеться в базі даних поліції.
Інформаційна база даних Департаменту поліції міста Ліберті-Сіті:
Прізвище: Валеріо
Ім'я: Віллі
Вік: 29 років
Місце народження: Південний Бохан, Ліберті-Сіті
Банда: Northwood Dominican Drug Dealers
Судимості:
• 1998 — Крадіжки автомобілів
• 2001 — Зберігання кокаїну
• 2005 — Розбої

## Оцінки та відгуки

### Нагороди
| \| Рік \| Нагороди \| Категорія \| Категорія \| Джерело \| \| ---- \| --------------------------------------------------------------------------- \| ---------------------------------------------------------------- \| ------------------------------------- \| ---------- \| \| 2008 \| IGN Best of 2008 \| Best Action Game \| Xbox 360 \| [4] \| \| 2008 \| IGN Best of 2008 \| Best Action Game \| PC \| [5] \| \| 2008 \| IGN Best of 2008 \| Best Action Game \| Overall \| [6] \| \| 2008 \| IGN Best of 2008 \| Best Graphics Technology \| Xbox 360 \| [7] \| \| 2008 \| IGN Best of 2008 \| Найкраще звукове використання \| Overall \| [8] \| \| 2008 \| IGN Best of 2008 \| Best Voice Acting \| Xbox 360 \| [9] \| \| 2008 \| IGN Best of 2008 \| Best Voice Acting \| PlayStation 3 \| [10] \| \| 2008 \| IGN Best of 2008 \| Best Voice Acting \| PC \| [11] \| \| 2008 \| IGN Best of 2008 \| Best Voice Acting \| Overall \| [12] \| \| 2008 \| IGN Best of 2008 \| Best Story \| Xbox 360 \| [13] \| \| 2008 \| IGN Best of 2008 \| Best Story \| PlayStation 3 \| [14] \| \| 2008 \| IGN AU's 10 Best Games of 2008 \| Best game of the year \| Best game of the year \| [15] \| \| 2008 \| GameTrailers Game of the Year Awards 2008 \| Game of the Year \| Game of the Year \| [16] \| \| 2008 \| GameTrailers Game of the Year Awards 2008 \| Best PlayStation 3 Game \| Best PlayStation 3 Game \| [17] \| \| 2008 \| GameTrailers Game of the Year Awards 2008 \| Best Xbox 360 Game \| Best Xbox 360 Game \| [18] \| \| 2008 \| GameTrailers Game of the Year Awards 2008 \| Best Action Adventure Game \| Best Action Adventure Game \| [19] \| \| 2008 \| GameTrailers Game of the Year Awards 2008 \| Найкращий сюжет \| Найкращий сюжет \| [20] \| \| 2008 \| GameSpy Game of the Year 2008 \| Найкращий сюжет \| Найкращий сюжет \| [21] \| \| 2008 \| GameSpy Game of the Year 2008 \| Персонаж року: Брюсі \| Персонаж року: Брюсі \| [22] \| \| 2008 \| GameSpot Best of 2008 \| Best UK-Developed Game \| Best UK-Developed Game \| [23] \| \| 2008 \| GameSpot Best of 2008 \| Найкращий новий персонаж: Брюсі \| Найкращий новий персонаж: Брюсі \| [24] \| \| 2008 \| GameSpot Best of 2008 \| Best Xbox 360 Game \| Best Xbox 360 Game \| [25] \| \| 2008 \| Giant Bomb Golden Anniversary Year-End Awards Extravaganza Spectacular 2008 \| Game of the Year \| Game of the Year \| [26] \| \| 2008 \| Giant Bomb Golden Anniversary Year-End Awards Extravaganza Spectacular 2008 \| Best Multiplatform Game \| Best Multiplatform Game \| [27] \| \| 2008 \| Kotaku's 2008 Games of the Year Awards \| Гра року \| Гра року \| [28] \| \| 2008 \| Kotaku's 2008 Games of the Year Awards \| Best Writing \| \| [28] \| \| 2008 \| TeamXbox Game of the Year Awards 2008 \| Best Action/Adventure \| Best Action/Adventure \| [29] \| \| 2008 \| TeamXbox Game of the Year Awards 2008 \| Найкращий сюжет \| Найкращий сюжет \| [30] \| \| 2008 \| TeamXbox Game of the Year Awards 2008 \| Гра року \| \| [30] \| \| 2008 \| Spike TV Video Game Awards 2008 \| Game of the Year \| Game of the Year \| [31] \| \| 2008 \| Spike TV Video Game Awards 2008 \| Best Action Adventure Game \| \| [31] \| \| 2008 \| Spike TV Video Game Awards 2008 \| Best Performance by a Human Male: Michael Hollick as Niko Bellic \| \| [31] \| \| 2008 \| 26th Annual Golden Joystick Awards \| BBC 1Xtra Soundtrack of the Year \| BBC 1Xtra Soundtrack of the Year \| [32] \| \| 2008 \| 26th Annual Golden Joystick Awards \| ARVATO Xbox Game of the Year \| \| [32] \| \| 2008 \| G4 G-Phoria 2008 \| Найкращий новий персонаж: Niko Bellic \| Найкращий новий персонаж: Niko Bellic \| [33] \| \| 2008 \| G4 G-Phoria 2008 \| Best Action Game \| \| [33] \| \| 2008 \| G4 G-Phoria 2008 \| Longest Lasting Game, presented by Stride \| \| [33] \| \| 2008 \| Electronic Gaming Monthly \| Гра року \| Гра року \| [джерело?] \| \| 2008 \| The New York Times \| Гра року \| Гра року \| [34] \| \| 2008 \| Los Angeles Times \| Гра року \| Гра року \| [35] \| \| 2008 \| Time The Top 10 Everything of 2008: Top 10 Video Games \| Number 1 video game of 2008 \| Number 1 video game of 2008 \| [36] \| \| 2009 \| Entertainment Merchants Association Home Entertainment Awards – Video Games \| Action/Adventure Game of the Year \| Action/Adventure Game of the Year \| [37] \| \| 2009 \| Entertainment Merchants Association Home Entertainment Awards – Video Games \| Video Game of the Year \| \| [37] \| |                                                                             |                                                                  |                                       |            |
| Рік | Нагороди                                                                    | Категорія                                                        | Категорія                             | Джерело    |
| 2008 | IGN Best of 2008                                                            | Best Action Game                                                 | Xbox 360                              | [ 4 ]      |
| 2008 | IGN Best of 2008                                                            | Best Action Game                                                 | PC                                    | [ 5 ]      |
| 2008 | IGN Best of 2008                                                            | Best Action Game                                                 | Overall                               | [ 6 ]      |
| 2008 | IGN Best of 2008                                                            | Best Graphics Technology                                         | Xbox 360                              | [ 7 ]      |
| 2008 | IGN Best of 2008                                                            | Найкраще звукове використання                                    | Overall                               | [ 8 ]      |
| 2008 | IGN Best of 2008                                                            | Best Voice Acting                                                | Xbox 360                              | [ 9 ]      |
| 2008 | IGN Best of 2008                                                            | Best Voice Acting                                                | PlayStation 3                         | [ 10 ]     |
| 2008 | IGN Best of 2008                                                            | Best Voice Acting                                                | PC                                    | [ 11 ]     |
| 2008 | IGN Best of 2008                                                            | Best Voice Acting                                                | Overall                               | [ 12 ]     |
| 2008 | IGN Best of 2008                                                            | Best Story                                                       | Xbox 360                              | [ 13 ]     |
| 2008 | IGN Best of 2008                                                            | Best Story                                                       | PlayStation 3                         | [ 14 ]     |
| 2008 | IGN AU's 10 Best Games of 2008                                              | Best game of the year                                            | Best game of the year                 | [ 15 ]     |
| 2008 | GameTrailers Game of the Year Awards 2008                                   | Game of the Year                                                 | Game of the Year                      | [ 16 ]     |
| 2008 | GameTrailers Game of the Year Awards 2008                                   | Best PlayStation 3 Game                                          | Best PlayStation 3 Game               | [ 17 ]     |
| 2008 | GameTrailers Game of the Year Awards 2008                                   | Best Xbox 360 Game                                               | Best Xbox 360 Game                    | [ 18 ]     |
| 2008 | GameTrailers Game of the Year Awards 2008                                   | Best Action Adventure Game                                       | Best Action Adventure Game            | [ 19 ]     |
| 2008 | GameTrailers Game of the Year Awards 2008                                   | Найкращий сюжет                                                  | Найкращий сюжет                       | [ 20 ]     |
| 2008 | GameSpy Game of the Year 2008                                               | Найкращий сюжет                                                  | Найкращий сюжет                       | [ 21 ]     |
| 2008 | GameSpy Game of the Year 2008                                               | Персонаж року: Брюсі                                             | Персонаж року: Брюсі                  | [ 22 ]     |
| 2008 | GameSpot Best of 2008                                                       | Best UK-Developed Game                                           | Best UK-Developed Game                | [ 23 ]     |
| 2008 | GameSpot Best of 2008                                                       | Найкращий новий персонаж: Брюсі                                  | Найкращий новий персонаж: Брюсі       | [ 24 ]     |
| 2008 | GameSpot Best of 2008                                                       | Best Xbox 360 Game                                               | Best Xbox 360 Game                    | [ 25 ]     |
| 2008 | Giant Bomb Golden Anniversary Year-End Awards Extravaganza Spectacular 2008 | Game of the Year                                                 | Game of the Year                      | [ 26 ]     |
| 2008 | Giant Bomb Golden Anniversary Year-End Awards Extravaganza Spectacular 2008 | Best Multiplatform Game                                          | Best Multiplatform Game               | [ 27 ]     |
| 2008 | Kotaku's 2008 Games of the Year Awards                                      | Гра року                                                         | Гра року                              | [ 28 ]     |
| 2008 | Kotaku's 2008 Games of the Year Awards                                      | Best Writing                                                     |                                       | [ 28 ]     |
| 2008 | TeamXbox Game of the Year Awards 2008                                       | Best Action/Adventure                                            | Best Action/Adventure                 | [ 29 ]     |
| 2008 | TeamXbox Game of the Year Awards 2008                                       | Найкращий сюжет                                                  | Найкращий сюжет                       | [ 30 ]     |
| 2008 | TeamXbox Game of the Year Awards 2008                                       | Гра року                                                         |                                       | [ 30 ]     |
| 2008 | Spike TV Video Game Awards 2008                                             | Game of the Year                                                 | Game of the Year                      | [ 31 ]     |
| 2008 | Spike TV Video Game Awards 2008                                             | Best Action Adventure Game                                       |                                       | [ 31 ]     |
| 2008 | Spike TV Video Game Awards 2008                                             | Best Performance by a Human Male: Michael Hollick as Niko Bellic |                                       | [ 31 ]     |
| 2008 | 26th Annual Golden Joystick Awards                                          | BBC 1Xtra Soundtrack of the Year                                 | BBC 1Xtra Soundtrack of the Year      | [ 32 ]     |
| 2008 | 26th Annual Golden Joystick Awards                                          | ARVATO Xbox Game of the Year                                     |                                       | [ 32 ]     |
| 2008 | G4 G-Phoria 2008                                                            | Найкращий новий персонаж: Niko Bellic                            | Найкращий новий персонаж: Niko Bellic | [ 33 ]     |
| 2008 | G4 G-Phoria 2008                                                            | Best Action Game                                                 |                                       | [ 33 ]     |
| 2008 | G4 G-Phoria 2008                                                            | Longest Lasting Game, presented by Stride                        |                                       | [ 33 ]     |
| 2008 | Electronic Gaming Monthly                                                   | Гра року                                                         | Гра року                              | [джерело?] |
| 2008 | The New York Times                                                          | Гра року                                                         | Гра року                              | [ 34 ]     |
| 2008 | Los Angeles Times                                                           | Гра року                                                         | Гра року                              | [ 35 ]     |
| 2008 | Time The Top 10 Everything of 2008: Top 10 Video Games                      | Number 1 video game of 2008                                      | Number 1 video game of 2008           | [ 36 ]     |
| 2009 | Entertainment Merchants Association Home Entertainment Awards – Video Games | Action/Adventure Game of the Year                                | Action/Adventure Game of the Year     | [ 37 ]     |
| 2009 | Entertainment Merchants Association Home Entertainment Awards – Video Games | Video Game of the Year                                           |                                       | [ 37 ]     |

| Агрегатор    | Оцінка                                 |
| ------------ | -------------------------------------- |
| GameRankings | PS3: 97.05 % X360: 96.22 % PC: 88.48 % |
| Metacritic   | PS3: 98/100 X360: 98/100 PC: 90/100    |

| Видання                                  | Оцінка                       |
| ---------------------------------------- | ---------------------------- |
| 1Up.com                                  | A+ (PS3/X360) B (PC)         |
| Computer and Video Games                 | 9.4/10                       |
| Edge                                     | 10/10                        |
| Eurogamer                                | 10/10 (PS3/X360) 9/10 (PC)   |
| Game Informer                            | 10/10                        |
| GamePro                                  | 4.5/5                        |
| GameRevolution                           | A-                           |
| GamesMaster                              | 93 %                         |
| GameSpot                                 | 10/10 (PS3/X360) 9/10 (PC)   |
| GamesRadar+                              | 9/10                         |
| GameTrailers                             | 9.8/10                       |
| GameZone                                 | 9/10                         |
| IGN                                      | 10/10 (PS3/X360) 9.2/10 (PC) |
| Official Xbox Magazine (Велика Британія) | 10/10                        |
| PC Gamer (Велика Британія)               | 92 %                         |
| PC Gamer (США)                           | 92 %                         |
| PC Zone                                  | 91 %                         |
| Play                                     | 8/10                         |

## The Complete Edition
Перевидання Grand Theft Auto IV: The Complete Edition було анонсовано у вересні 2010 року Rockstar Games. Спершу інформація про збірку з'явилася на Amazon.com, а вже через кілька годин з'явилося офіційне підтвердження і від самих розробників. В нього входить Grand Theft Auto IV, Grand Theft Auto IV: The Lost and Damned та Grand Theft Auto IV: The Ballad of Gay Tony. Цей збірник був випущений на Xbox 360 (також на Xbox Live) та PlayStation 3 (аналогічно PlayStation Network). Дата виходу — 26 жовтня 2010 року і на Windows (також Windows Live) 29 жовтня 2010 року.
Перевидання в Steam відбулося 19 березня 2020 року. Гра втратила мультиплеєр і прив'язку до GFWL, замінивши на Rockstar Launcher.